# Гумат калію
Гумат калію (рос. гумат калия, нім. Humaten) — продукт переробки торфу, бурого вугілля чи леонардіту, з якого екстраговано активні речовини: азот, фосфор, калій, мікроелементи, а гумінові кислоти з нерозчинних переведено у розчинні одновалентні солі. Іншими словами, гумат калію — це водорозчинна калійна сіль гумінової кислоти.

## Використання
Гумати калію використовуються переважно в сільському господарські як високоефективні стимулятори росту для всіх культур відкритого і закритого ґрунту.

## Виробництво
В основі отримання гумінових добрив і препаратів лежить властивість гумінових кислот утворювати водорозчинні солі з натрієм, калієм, амонію. Найбільш поширеним методом отримання «природних» гуматів є виділення гумінових речовин з викопного сировини (торфу, вугілля) в присутності лугу. Виробництво гуматов розвивається в двох напрямках — отримання баластних і безбаластних добрив. Саме безбаластні (містять більший відсоток активних корисних речовин) гумати частіше називають препаратами або стимуляторами росту, а баластовий (при виробництві яких не проводиться їх відділення від субстрату і очищення від домішок) — добривами. Це поділ пов'язано з відмінностями в способах застосування і дозуваннях вищеназваних типів гуматів.

## Класифікація гуматів калію

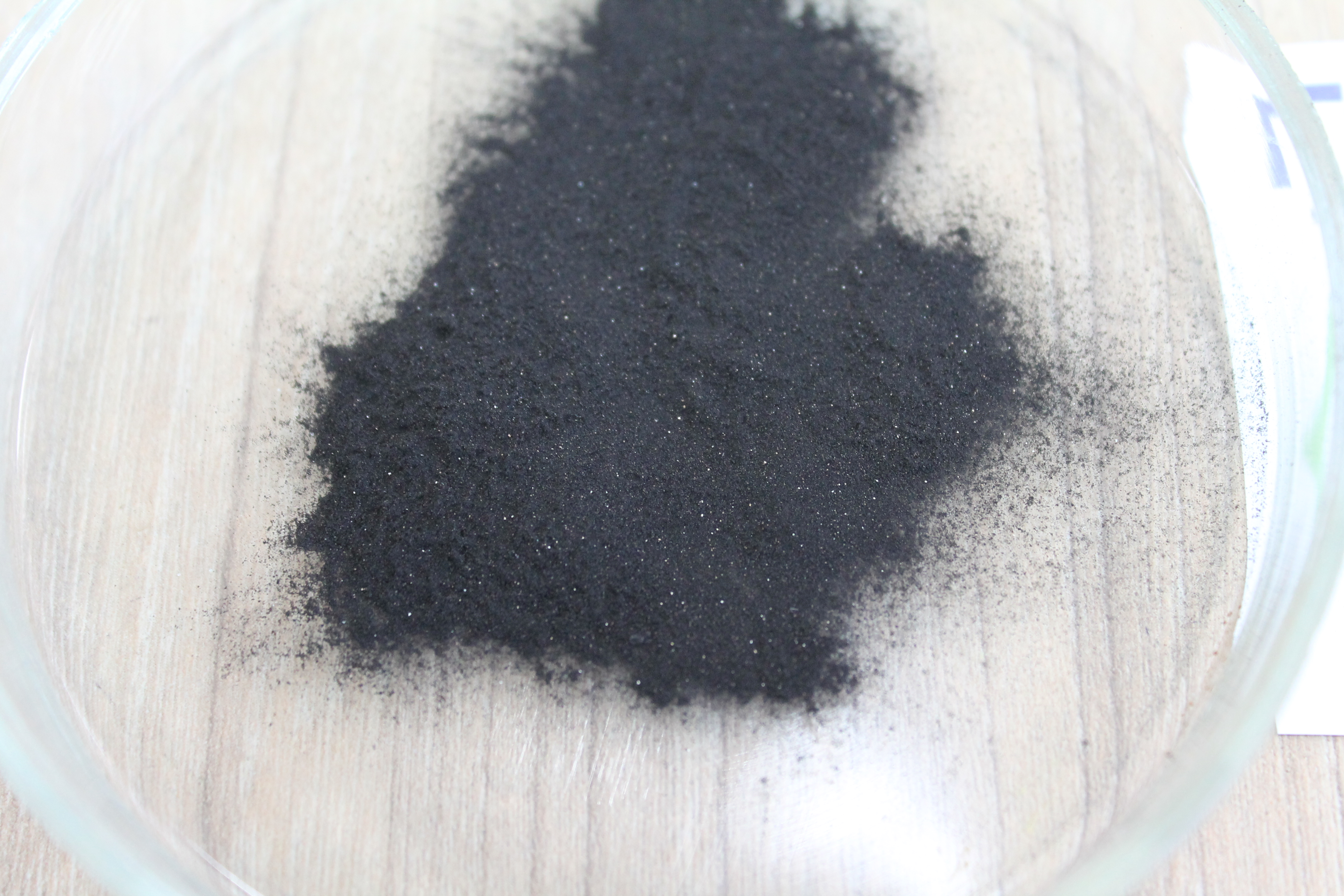
Гумат Калію, вироблений на основі леонардіту. Дрібнодисперсна структура забезпечує 100 % розчинність.

Гумати калію класифікують згідно з вихідною сировиною, з якої препарат було вироблено:
- гумати калію, вироблені на базі торфу (вміст гумату калію — 20-70 %),
- гумати калію, вироблені на базі бурого вугілля (вміст гумату калію — до 25 %),
- гумати калію, вироблені на базі леонардіту (гуматів калію — не менше 80 %)[2].

Найефективнішим добривом вчені вважають гумати калію, вироблені на базі леонардіту через найбільшу концентрацію гуматів К — 80 % та вище.

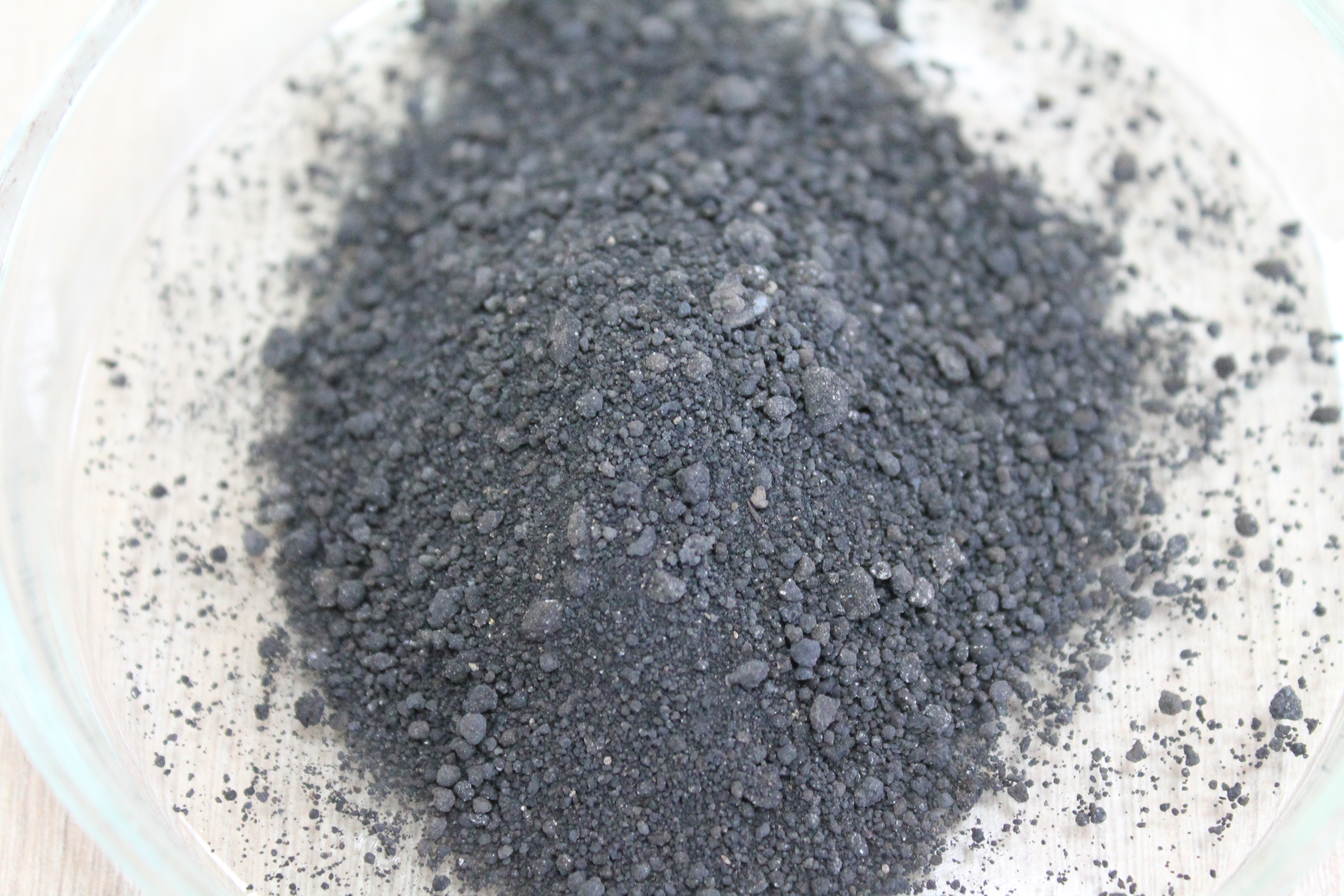
Гумат Калію, вироблений на основі торфу.

Виробництво гуматів розвивається у двох напрямках — отримання баластних і безбаластних добрив. Саме безбаластні (містять більший відсоток активних корисних речовин) гумати частіше називають препаратами або стимуляторами росту, а баластні (при виробництві яких не проводиться їх відділення від субстрату і очищення від домішок) — добривами. Це поділ пов'язано з відмінностями в способах застосування і дозуваннях вищеназваних типів гуматів.

## Механізм дії
Гумінові кислоти — потужні каталізатори біохімічних процесів у ґрунті та його біологічної активності. Органічна речовина гуматів використовується мікроорганізмами ґрунту як джерело енергії та живильне середовище.
Факт позитивного впливу ГК на ріст і розвиток рослин був вперше виявлений в кінці XIX століття і пізніше підтверджений в класичних роботах Л. А. Христєва, М. М. Кононової, І. В. Тюріна і С. Ваксмана. Такі дослідження особливо активізувалися в 1960-х роках, і з того часу з цього питання вже накопичений великий масив даних, в тому числі і про здатність гуматів калію інактивувати вплив важких металів і органічних забруднювачів у ґрунтах. У численних польових і лабораторних експериментах з різними тест-культурами показано, що застосування промислових гуматів натрію, калію і амонію, незалежно від джерела сировини для їх виробництва, в оптимальних дозах помітно стимулює проростання насіння, покращує дихання і живлення рослин, збільшує довжину і біомасу проростків і зменшує надходження в рослини важких металів і радіонуклідів.